# Czchów
Czchów là một thị trấn thuộc huyện Brzeski, tỉnh Małopolskie ở nam Ba Lan. Thị trấn có diện tích 14 km². Đến ngày 1 tháng 1 năm 2011, dân số của thị trấn là 2307 người và mật độ 164 người/km².